# 赫拉夫斯凱 (丘胡伊夫區)
50°13′25″N 36°51′38″E / 50.22361°N 36.86056°E

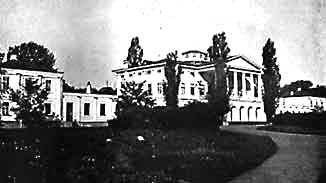

赫拉夫斯凱（烏克蘭語：Графське）是位於烏克蘭東部的村莊，由哈爾科夫州丘胡伊夫区的沃夫昌斯克市鎮負責管轄。該村始建於1724年，面積1.79平方公里，海拔高度119米，2001年人口329。